# Attersee-Reinanke
Die Attersee-Reinanke (Coregonus atterensis) ist ein Süßwasserfisch aus der Unterfamilie Coregoninae.

## Merkmale
Die Attersee-Reinanke weist, wie auch die meisten anderen Maränen, eine heringsartige Gestalt sowie auch eine Fettflosse auf. Sie verfügt des Weiteren über eine Vielzahl silbriger Rundschuppen und erreicht höchstens eine Länge von 40 cm.

## Verbreitung
Die Attersee-Reinanke kommt endemisch im Attersee in Österreich, im Millstätter See und im Ossiacher See vor. Ob es sich bei der Population im Mondsee auch um C. atterensis handelt, ist fraglich. Möglicherweise wurden diese Anfang des 20. Jahrhunderts aus dem Attersee in den Mondsee eingeführt. Die Tatsache, dass die Laichzeit im Mondsee einen Monat früher stattfindet als die im Attersee, verstärkt noch die Zweifel.

## Lebensweise und Fortpflanzung
Die Attersee-Reinanke lebt pelagisch und hält sich für gewöhnlich nicht tiefer als 30 m unter der Wasseroberfläche auf. Sie laicht im Attersee von Februar bis März in 20–40 m Tiefe, im Mondsee von Dezember bis Januar in Ufernähe. Der Laich sinkt zu Boden. Die Reinanken im Mondsee erreichen ein Alter von bis zu sechs Jahren. Bevorzugt ernähren sie sich von Zooplankton, verzehren aber auch in geringen Mengen am Boden lebende Wirbellose. Die Exemplare im Attersee werden üblicherweise mit vier, die im Mondsee bereits mit drei Jahren geschlechtsreif.

## Gefährdung und Nutzung
Auf der Roten Liste der IUCN ist die Attersee-Reinanke als Critically Endangered (CR) (vom Aussterben bedroht. Stand: 2023) gelistet. Dies resultiert allein schon aus ihrem kleinen Verbreitungsgebiet. Außerdem machen ihr noch die zusätzlich eingeführten Arten der Gattung Coregonus zu schaffen, da sie zum einen für Konkurrenzdruck, zum anderen für Hybridbildung verantwortlich sind. Die Attersee-Reinanke wird als Speisefisch geschätzt.